# 요시노다니촌
요시노다니촌(吉野谷村)은 이시카와현 이시카와군에 놓여졌던 촌이다. 나카미야 온천이나 데토리 협곡으로 알려진 마을이다.
2005년 2월 1일에 노노이치정을 제외한 이시카와군을 구성하는 정촌 및 맛토시와 합병하여 하쿠산시가 되었다.